# Paravachonium superbum
Espèce
Paravachonium superbum est une espèce de pseudoscorpions de la famille des Bochicidae.

## Distribution
Cette espèce est endémique du Tamaulipas au Mexique. Elle se rencontre à Gómez Farías dans la grotte Sótano de Gómez Farías.

## Publication originale
- Muchmore, 1972 : New diplosphyronid pseudoscorpions, mainly cavernicolous, from Mexico (Arachnida, Pseudoscorpionida). Transactions of the American Microscopical Society, vol. 91, no 3, p. 261-276.